# John Gross Barnard

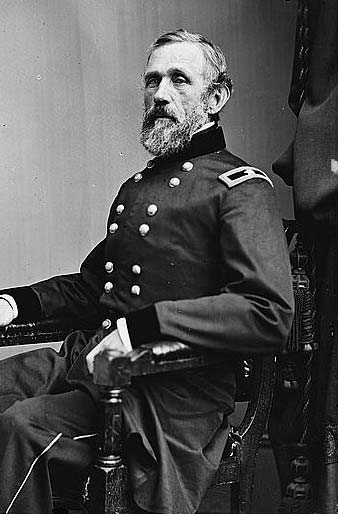
John Gross Barnard

John Gross Barnard (* 19. Mai 1815 in Sheffield, Berkshire County, Massachusetts; † 14. Mai 1882 in Detroit, Michigan) war ein US-amerikanischer Militäringenieur und Generalmajor der Unionsarmee während des Sezessionskriegs.

## Leben
John Gross Barnard trat 1833 als Leutnant in die Armee ein und war bis 1846 an der Küstenbefestigung um New Orleans und New York tätig. Im mexikanischen Krieg befestigte er Tampico, und 1850–1851 vermaß er die in Aufsicht genommene Tehuantepec-Eisenbahn. 1855 wurde er Gouverneur der Militärakademie zu Westpoint, aber schon 1856 übernahm er die Aufsicht über die Verteidigungswerke um New York. 1863 gehörte Barnard zu den Gründungsmitgliedern der National Academy of Sciences.
Im Bürgerkrieg leitete er die Befestigung von Washington und wurde Chef des Geniekorps sämtlicher im Feld befindlicher Armeen. Nach dem Frieden wurde er Oberst im Ingenieurkorps des regulären Heers und Mitglied der Kommission für die Festungen, die Hafen- und Flussverstopfungen.
1881 trat er in den Ruhestand und starb bald darauf am 14. Mai 1882 in Detroit.
Er schrieb:
- Phenomena of the gyros-cope. (New York 1857; neu bearbeitet u. d. T.: Problems of rotary motion. 1872);
- Dangers and defences of New York. (1859);
- Notes on seacoast defence. (1862);
- The battle of Bull Run. (1862);
- Artillery operations of the army of the Potomac (1863)